# Apomys sierrae
Apomys sierrae — лісова миша, ендемічна для хребта Сьєрра-Мадре на сході Лусона, Філіппіни. Мешкає в нижньо-середньогірних і старих мохових лісах.